# Versification
La versification est l'ensemble des règles de rime et de longueur qui accompagnent une écriture en vers. Ils obéissent à des usages (différents selon les langues) réglant la pratique du vers, le regroupement en strophes, le jeu des rythmes et des sonorités comme les types formels de poèmes ou les genres poétiques déterminés par leur contenu. Terme au contenu purement technique, la versification se distingue de l' « art poétique », lequel renvoie à des  esthétiques de la poésie revendiquées par une personne ou un groupe.
Les règles de versification varient selon les pays. Si le vers français est caractérisé par son nombre de syllabes, les autres versifications européennes s'étudient le plus souvent par le nombre d'accents.
La versification est parfois confondue avec la métrique. Par ailleurs, la versification est la partie de la prosodie consacrée à la poésie (l'autre partie étant consacrée aux rythmes de la prose).

## Le vers
Le vers est un énoncé linguistique soumis à des contraintes formelles d'ordre métrique. Du respect de telles contraintes, qui peuvent être implicites ou explicites, dépendra, dans une culture donnée et à une époque donnée, la reconnaissance d'un énoncé en tant que vers.
En poésie littéraire imprimée, le vers est souvent repérable grâce à un retour à la ligne indépendant de la bordure de la page. Le vers est souvent associé à la poésie, mais toute poésie n'est pas forcément versifiée, de même que toute forme versifiée n'est pas nécessairement poétique. L'énoncé qui constitue un vers ne se confond pas nécessairement avec une phrase : une phrase peut s'étendre sur plusieurs vers et, inversement, un seul vers peut toucher à plusieurs phrases. Le rejet et le contre-rejet sont des cas où l'organisation des vers s'écarte de la structure syntaxique.

## Versification gréco-latine
La versification gréco-latine est l’art de faire des vers suivant les règles de la métrique antique. La poésie grecque et latine possède en effet une rythmique fondée sur la quantité syllabique. Leurs vers sont composés d'une combinaison de syllabes brèves ou longues et agencés selon des règles définies, qui déterminent des types de pieds et des types et vers, tels l'hexamètre dactylique (composé de six pieds souvent dactyliques) ou le sénaire iambique (six pieds iambiques), avec un système de césure. Retrouver le schéma de ces syllabes, de ces pieds et de ces vers s'appelle scander.

## Versification française
La versification française se résume à utiliser plusieurs vers, regroupés dans plusieurs strophes. Le vers français se décompose en plusieurs unités appelées « syllabes » (de préférence à pieds, terme réservé à la métrique antique). En fonction de ces syllabes, on peut mesurer les différents vers et les grouper ; il suffit, pour cela, de compter les syllabes.
Les vers français sont nommés selon leur mètre, c'est-à-dire leur nombre de syllabes.
Dans les années 60, plusieurs théoriciens français ont mené une théorie accentuelle du vers français, qui ferait comprendre le vers selon ses accents et non selon la syllabe, et permettrait de mener une étude comparative des différentes versifications européennes. Cependant, cette théorie a été radicalement battue en brèche par les universitaires postérieurs.
Les détails sont présentés dans les pages césure, diérèse, enjambement, hémistiche, hiatus, métrique, rime, strophe, synérèse, vers, etc.

## Versification anglaise
Les pieds et les mètres sont définis par la répartition de l'accent tonique et non la quantité : la syllabe accentuée joue le rôle d'une longue, les autres celui d'une brève. L'essentiel de la métrique anglaise, cependant, suit celle de la métrique antique. Par exemple, le pentamètre iambique, l'un des mètres les plus utilisés en anglais, se présente ainsi (l'accent tonique est signalé par le gras, les pieds sont séparés par la barre droite) : 
Was this | the face | that launch'd | a thou|sand ships
And burnt | the top|less towers | of Il|ium?
Christopher Marlowe, The Tragical History of the Life and Death of Doctor Faustus

## Versification arabe
Le mètre arabe est basé sur l'opposition entre syllabes longues et syllabes courtes, déterminant un rythme particulier propre à chaque mètre. Les différents mètres se distinguent les uns des autres par le nombre de syllabes et l'ordre d'alternance des syllabes courtes et longues. Il existe de plus pour chaque type de mètre un certain nombre de variations possibles.
Al-Khalîl identifia quinze mètres, et un seizième fut ajouté plus tard (le mutadârik). La tradition critique a tendance à considérer le mètre rajaz comme le plus ancien, mais il est aussi dénigré comme étant le plus facile. Dans la Jâhiliyya, c'était le mètre le plus répandu, utilisé dans les chansons populaires et celles des chameliers. D'autres mètres sont considérés comme nobles, car ils reviennent souvent dans la poésie des grands poètes (fuhûl) : le tawil, le basit, le kamil, le wafir, le sari', le madid, le munsarih, le khafif, le mutaqarib et le hazaj.
Au XXe siècle, la majorité des poètes ont abandonné la métrique classique pour une forme plus libre dont les pionniers étaient Badr Shakir al-Sayyab, poète arabe moderne renommé, et Nazik al-Mala'ika. En effet, l'un et l'autre ont publié en 1947 les deux premiers poèmes en vers libre de la langue arabe. Ils ont été suivis par des géants comme 'Abd al-Wahhab al-Bayyati, Salah Abd al-Sabûr ou Ahmad Mu'ti Hijazi.

## Versification russe
La versification russe est caractérisée par sa pluralité formelle. La poésie classique russe, dans ses débuts, repose sur des vers syllabiques, généralement de onze ou de treize pieds, et imite les mètres de l'antiquité. Elle s'inscrit rapidement dans un système syllabo-tonique diversifié, dont Alexandre Pouchkine est un des initiateurs. Il indique à propos de son Eugène Oneguine, « qu'il ne pouvait distinguer le iambe du trochée, s'il ne battait pas [une mesure] ».
La poésie populaire est fondée sur des principes de versification tonique, où le vers est organisé en fonction de la place et du nombre des accents. Entre les syllabes accentuées, le nombre et l'agencement des syllabes faibles est relativement libre. Un exemple peut en être trouvé dans les bylines. Les auteurs classiques recourent également à cette forme. Elle est largement utilisée dans la deuxième moitié du XIXe siècle et au XXe siècle. Les théoriciens de la versification, à partir d'Aleksandr Kviatkovski, distinguent les formes du dolnik, du taktovik, et du vers accentué. La définition suivante en est donnée par Mikhaïl Gasparov :

« Nous appelons dolnik le vers dans lequel l'intervalle entre deux syllabes accentuées est de une ou deux syllabes (deux variantes), taktovik celui où il est de une, deux ou trois syllabes (trois variantes), et vers accentué celui dans lequel il y a plus de trois variantes. Cela correspond à trois degrés d'affaiblissement du vers métrique. »

Un exemple peut en être trouvé dans ces vers de Vladimir Maïakovski :
 Дне́й бы́к пе́г,

 Ме́дленна ле́т арба́,

 На́ш бо́г бе́г,

 Се́рдце — на́ш бараба́н.